# Leon R. Taylor

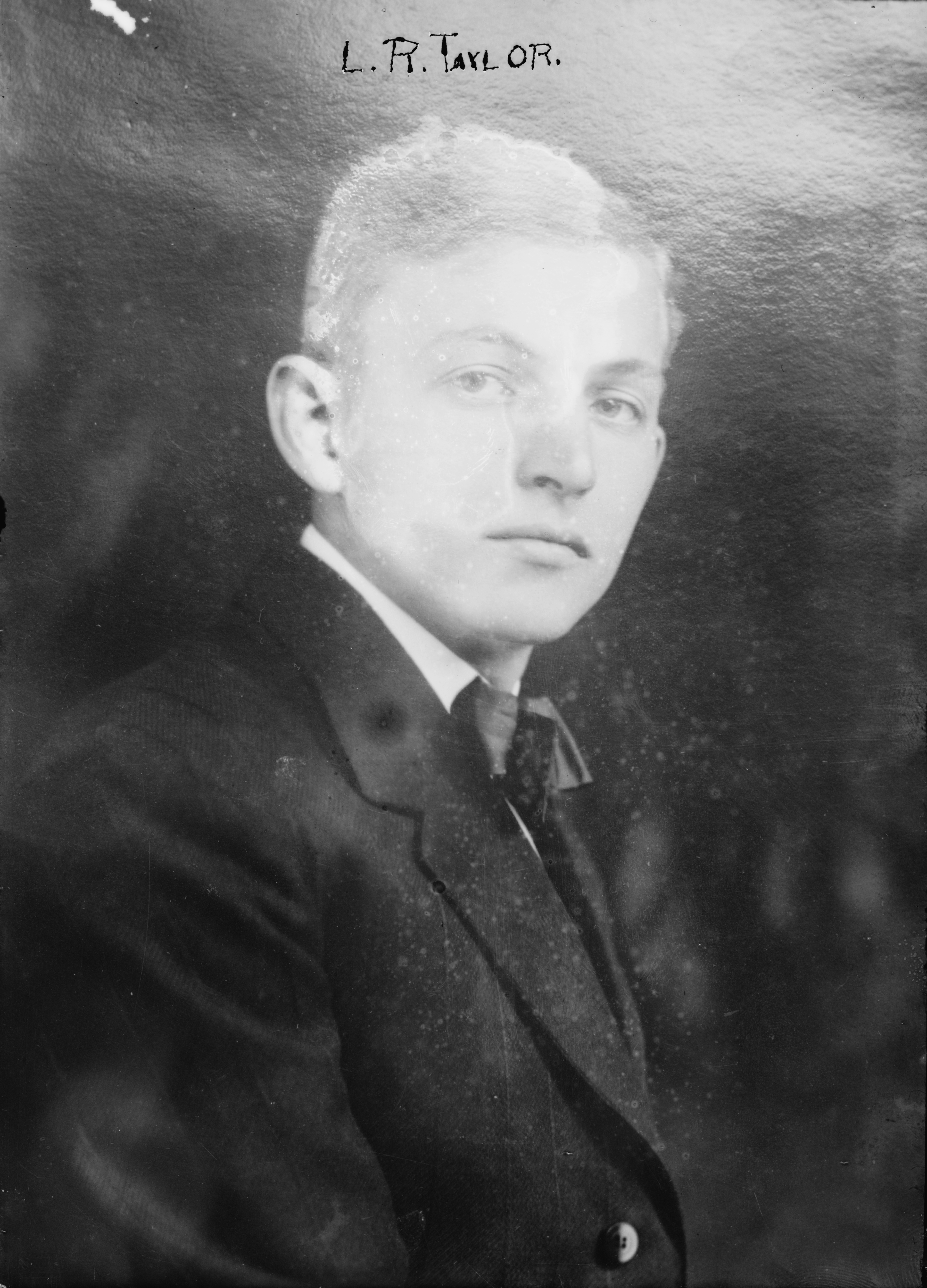
Leon R. Taylor, zwischen 1910 und 1915

Leon Rutherford Taylor (* 26. Oktober 1883 in Asbury Park, New Jersey; † 1. April 1924 in Denver, Colorado) war ein US-amerikanischer Politiker und von 1913 bis 1914 amtierender Gouverneur des Bundesstaates New Jersey.

## Werdegang
Leon Taylor besuchte die Denison University in Ohio. Nach einem anschließenden Jurastudium begann er in New Jersey als Anwalt zu arbeiten. Er wurde Mitglied der Demokratischen Partei. Dann wurde er Abgeordneter in der New Jersey General Assembly; im Jahr 1913 war er als Nachfolger von Thomas F. McCran deren Präsident. Seit März 1913 war damals Gouverneur James Fairman Fielder im Amt, der den zum US-Präsidenten gewählten Woodrow Wilson abgelöst hatte. Fielder strebte im November 1913 eine Wiederwahl an. Dies war verfassungsmäßig nur möglich, wenn er zum Zeitpunkt der Wahl nicht Gouverneur des Staates war, weil eine direkte Wiederwahl laut Staatsverfassung verboten war. Daher trat Fielder am 28. Oktober 1913 von einem Amt zurück und Taylor musste als Präsident des Repräsentantenhauses das Amt des Gouverneurs übernehmen. Nachdem Fielder dann im November erneut gewählt worden war, gab ihm Taylor das Amt am 20. Januar 1914 entsprechend der Verfassung zurück. Damit war er knapp drei Monate lang Gouverneur von New Jersey.
Danach zog sich Taylor aus der Politik zurück. Er war weiterhin als Anwalt tätig und engagierte sich beim Roten Kreuz, dessen regionaler Leiter er zwischen 1917 und 1919 war. Leon Taylor starb am 1. April 1924 in Denver.